# 洞鮰
洞鮰為輻鰭魚綱鯰形目北美鯰科的其中一種，被IUCN列為次級保育類動物，分布於北美洲美國德克薩斯州聖安東尼奧的地下湧泉，體長可達10.4公分，受到水汙染的威脅。